# 光部愛
光部 愛（こうべ あい、8月17日 - ）は、関東地方を拠点に活動している日本のフリーアナウンサー。オフィスケイアール所属。

## 来歴
小学5年生まで千葉県浦安市で、その後は大阪府高槻市で生活していた。大阪府立高槻北高等学校、龍谷大学国際文化学部卒業。
「中国大好きアナウンサー」と称しての活動を展開している。それゆえに中国語会話も得意としており、漢語水平考試 (HSK) の最難関である6級試験に合格している。上海交通大学への留学経験や上海虹橋迎賓館での勤務経験もある。

## 出演

### ラジオ番組
- 朝ナビ764（ピーチステーション）[5]
- ニーハオ！東京愛愛軒 → 愛♥CHINA（エフエム世田谷、2007年2月 - 2012年9月）
- YOU空Touch Me AREAREA LIVE → TR-844（エフエムたちかわ、2007年4月 - 2008年3月） - 木曜パーソナリティ
- ぐっとモーニングせ・た・が・や（エフエム世田谷、2007年10月 - ） - 水曜パーソナリティ[6]
- トルシーダ・ヴェルディ（エフエムたちかわ、2008年4月 - ）
- 〜JK RADIO〜TOKYO UNITED（J-WAVE、2008年8月） - 北京オリンピック通信員[7]
- オープンサロン834（エフエム世田谷、2009年1月 - 2011年3月） - 月曜アシスタント
- サタデーEプレイス（エフエム世田谷、2009年1月） - 神原智己産休中の代理パーソナリティ[8]
- アフタヌーンパラダイス（エフエム世田谷/ミュージックバード、2011年4月 - 2019年3月、2019年10月 - 2021年6月、2021年11月 - 2024年3月） - 月曜アシスタント
- Weekend Navigation（FMやまと、2017年2月 - 2018年12月）

### テレビ番組
- デイリー中野（JCN中野、2009年4月 - 2012年3月） - 水曜キャスター

### ネット配信番組
- Podcast 光部愛と楊達のゼロからカンタン中国語（旺文社）

### 教材
- 中国語完全マスターシステム 中国語覚えチャイナ！（ホットライン） - 出演、監修[1]
- シゴトの中国語 速習パック（アルク） - ナレーター[1]
- 場面で学ぶ出張中国語（アルク） - ナレーター

## 掲載
- 世田谷ライフmagazine No.21（エイ出版社、2007年） - 「突撃！エフエム世田谷」
- 中国語ジャーナル 2008年12月号（アルク、2008年） - 「中国語ワールドのひとびと」
- 人民中国 2011年2月号（人民中国雑誌社）[9]

## ディスコグラフィ
- 愛して中華（『ニーハオ！東京愛愛軒』テーマソング。music.jp ダウンロード販売、2009年）